# Serafino Cenci

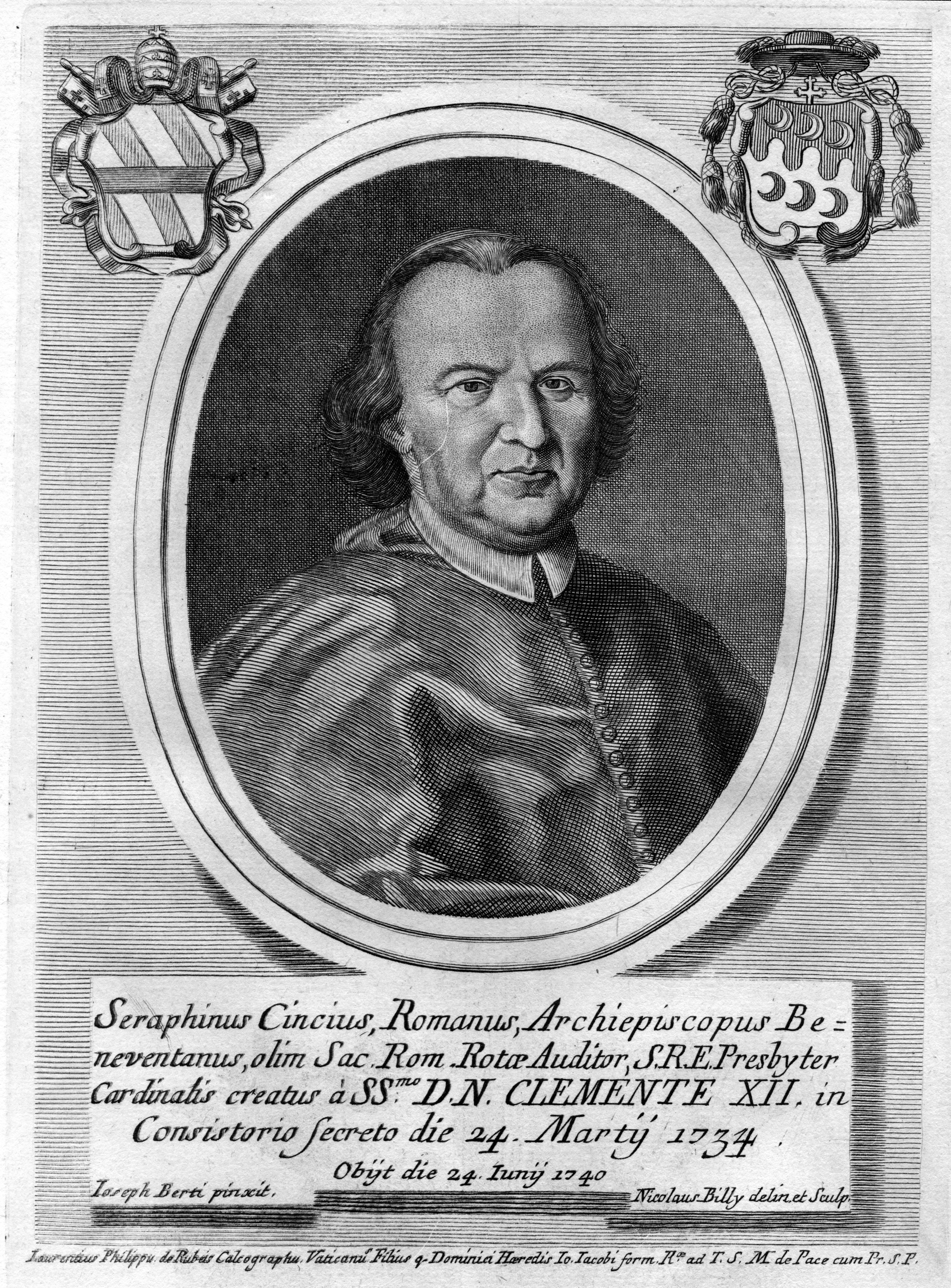
Serafino Kardinal Cenci

Kardinalswappen (schematische Darstellung)

Serafino Cenci (* 20. Mai 1676 in Rom; † 24. Juni 1740 ebenda) war ein italienischer Geistlicher, Erzbischof von Benevent und Kardinal.

## Leben
Er entstammte der alten und hochangesehenen römischen Patrizierfamilie der Cenci und war das dritte der sechs Kinder von Francesco Cenci und dessen Ehefrau Anna Giustina Ripa. Weitere Kardinäle aus derselben Familie waren Tiberio Cenci (1580–1653), Baldassare Cenci (1647–1709) und Baldassare Cenci (1710–1763). Nach ersten Studien in Rom besuchte er die Universität La Sapienza unter dem berühmten Juristen Giuseppe Canuto. Am 14. Mai 1701 schloss Serafino Cenci sein Studium mit der Promotion zum Doctor iuris utriusque ab.
Serafino Cenci trat am 16. Juni 1701 als Referendar an den Gerichtshöfen der Apostolischen Signatur in den Dienst der Kurie. Er wurde in der Folge Relator der Kongregationen für die Güterverwaltung und die Dombauhütte von St. Peter. Nach einigen weiteren Stationen in Ämtern der Kurie berief Papst Innozenz XIII. ihn zum Nuntius in Neapel, doch lehnte Serafino Cenci aus dringenden persönlichen Gründen die Berufung ab. Im September 1724 wurde er zum Auditor der Römischen Rota ernannt und trat dieses Amt am 21. März 1725 an, er übte es zehn Jahre lang aus.
Die Niederen Weihen empfing Serafino Cenci am 24. November 1726 und wurde am 22. Dezember desselben Jahres zum Subdiakon geweiht. Am 28. Dezember 1726 empfing er die Diakonen- und am 1. Januar 1727 schließlich die Priesterweihe. Nach einigen weiteren Stationen in der kurialen Verwaltung wurde er im September 1733 Regens der Apostolischen Pönitentiarie.
Am 18. Dezember 1733 wurde Serafino Cenci zum Erzbischof von Benevent erwählt. Die Bischofsweihe spendete ihm am 26. Dezember desselben Jahres Kardinalvikar Giovanni Antonio Guadagni OCD; Mitkonsekratoren waren die Kurienerzbischöfe Tommaso Cervini und Antonio Maria Pallavicini. Das Pallium erhielt er am 20. Januar 1734.
Im Konsistorium vom 24. März 1734 kreierte Papst Clemens XII. ihn zum Kardinalpriester, das rote Birett übersandte der Papst ihm mit päpstlichem Breve vom 30. März 1734 durch Serafino Cencis Neffen Baldassare Cenci, der später ebenfalls Kardinal wurde. Den Kardinalshut und die Titelkirche Sant’Agnese fuori le mura empfing er am 27. Juni 1735.
Serafino Cenci starb während des Konklave 1740, das einige Monate darauf Papst Benedikt XIV. wählte, am 24. Juni 1740 nach langer Krankheit in Rom. Zwar hatte sich sein Gesundheitszustand etwas gebessert, so dass er am Morgen die Heilige Messe feiern konnte, doch fand man ihn später tot in seinem Bett. Er wurde in seiner Titelkirche Sant’Agnese fuori le mura beigesetzt.